# 335-й радиотехнический полк
335-й Краснознамённый радиотехнический полк (в/ч 18401) — воинская часть в составе 32-й дивизии ПВО радиотехнических войск ВКС РФ.  Штаб находится в городе Ярославль.

## История
1 июля 1989 года в состав бригады передан личный состав, вооружение и военная техника расформированного 66 ртп г. Вологда.

## Дислокация[1]
| 1 | 18401-А | Нижегородская область г. Городец                    |  |       |  |  |
| 4 | 18401-Г | Вологодская область г. Енюково                      |  |       |  |  |
| 5 | 18401-Д | Вологодская область г. Белозерск                    |  |       |  |  |
| 6 | 18401-Е | Ярославская область п. Большое Андрейково           |  |       |  |  |
|   | 18401-М | Вологодская область п. Огарково (Вологодский район) |  | 03706 |  |  |
|   | 18401-с | Нижегородская область, п/о Суроватиха               |  |       |  |  |

## Командиры
6 ртбр
- полковник  Пехтерев В. В.[2][3]

335 ртп
- полковник Власов Э. Г.[4]